# Richard Paul Franz Milenz
Richard Paul Franz Milenz (* 29. Dezember 1870 in Stettin; † 1. August 1940 ebenda) war ein deutscher Stuckateur, Lagerhalter und Politiker.

## Leben
Milenz arbeitete 1897 als Lagerhalter einer Filiale des Stettiner Konsum- und Sparvereins. Zu diesem Zeitpunkt war er offensichtlich auch schon in der SPD aktiv. Ab 1902 war Milenz Beisitzer des Stettiner Kaufmanns- und Gewerbegerichts, in diesem Jahr nahm er auch erstmals an einem SPD-Parteitag teil. Von 1904 bis 1906 war er Vorsitzender des „Agitationsbezirks Pommern“. Er gehörte zu den führenden Funktionären der SPD in Pommern. Seit 1910 war Milenz Stadtverordneter in Stettin.
Am Ersten Weltkrieg nahm er von 1916 bis 1918 als Frontsoldat an der Ostfront teil. Nach Kriegsende wurde er Stadtrat in Stettin. 1920 setzte der Stralsunder Regierungspräsident Hermann Haußmann Milenz als kommissarischen Landrat im Landkreis Rügen ein. Im Juli 1921 bestätigte der preußische Innenminister Alexander Dominicus Milenz als Landrat. In Milenz' Amtszeit erfolgte 1927/1928 die in den preußischen Provinzen gesetzlich vorbestimmte Auflösung der 223 Gutsbezirke und deren Umwandlung bzw. Eingliederung in Landgemeinden.  
Seit 1929 litt Milenz an einer chronischen Krankheit, was ihn zu mehreren Klinik- und Kuraufenthalten zwang. Im März 1933 wurde er in den einstweiligen Ruhestand versetzt, am 31. Juli 1933 wurde er auf Grundlage des „Gesetzes zur Wiederherstellung des Berufsbeamtentums“ entlassen, zunächst ohne Pension. Ein Jahr später erhielt er eine Teilpension. 